# 金斯峡谷国家公园

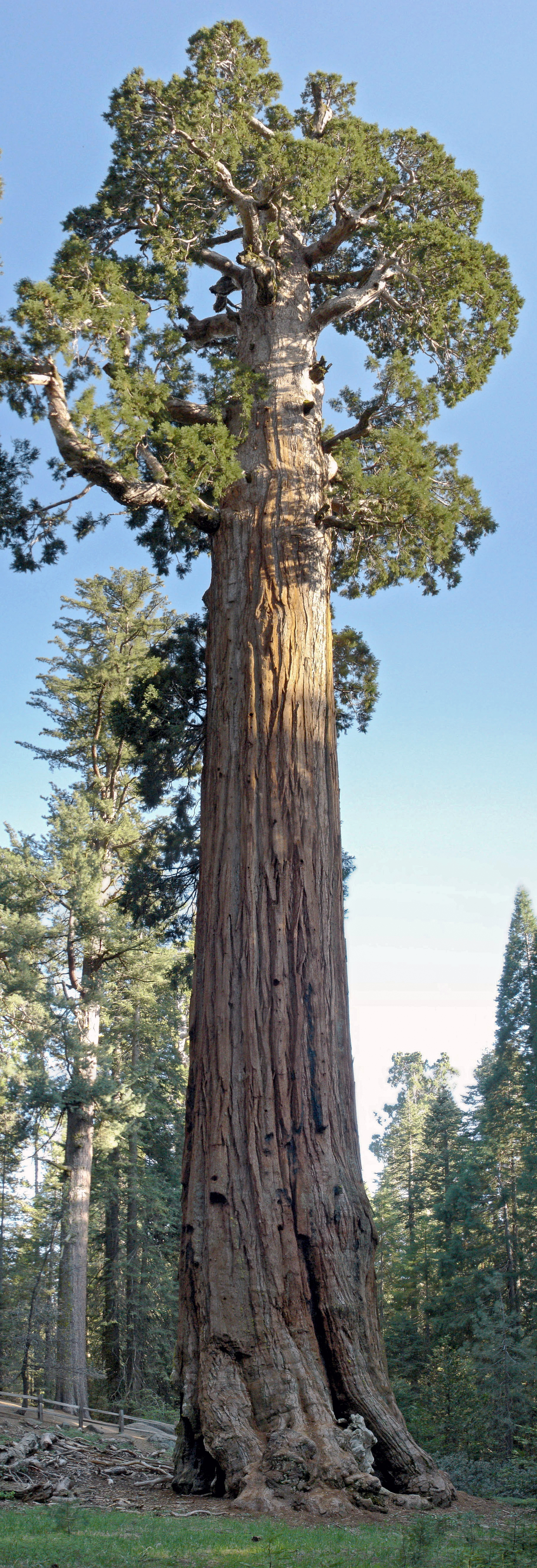
位于金斯峡谷国家公园巨杉林中的格兰特将军树

金斯峡谷国家公园（Kings Canyon National Parks）坐落在美国内华达山南部，位于加州费雷斯诺县以东。这座公园建立于1940年，占地 461,901英畝（186,925公頃）。为保护格兰特将军森林，1890年建立的格兰特将军国家公园已被并入该园。
金斯峡谷国家公园位于巨杉国家公园以北，与其相邻，两座公园由美国国家公园管理局统一管理。